# Euphorbia macrocarpa
Euphorbia macrocarpa är en törelväxtart som beskrevs av Pierre Edmond Boissier och Friedrich Alexander Buhse. Euphorbia macrocarpa ingår i släktet törlar, och familjen törelväxter. Inga underarter finns listade i Catalogue of Life.